# Cephalaralia cephalobotrys
Cephalaralia cephalobotrys là một loài thực vật có hoa thuộc chi đơn loài Cephalaralia trong Họ Cuồng (Araliaceae). Loài này được (Ferdinand von Mueller) Hermann Harms mô tả khoa học đầu tiên năm 1896.